# جيرو يابيه
جيرو يابيه (باليابانية: 矢部 次郎) (26 مايو 1978 في آيتشي في اليابان – )؛ هو لاعب كرة قدم ياباني سابق كان يلعب كلاعب وسط.

## وصلات خارجية
- جيرو يابيه على موقع رابطة كرة القدم اليابانية للمحترفين (اليابانية)